# Epyris aequalis
Epyris aequalis  (лат.) — вид мелких ос рода Epyris из семейства Bethylidae. Юго-Восточная Азия: Южная Корея.

## Описание
Мелкие бетилоидные осы чёрного цвета, длина около 3 мм. Отличается от близких видов (Epyris niwoh Terayama, 2006) скутеллярными ямками, отделёнными друг от друга более чем на 1,0 × максимального их диаметра; проподеальный диск без сублатерального киля; сложные глаза с короткими щетинками. Нижнечелюстные щупики состоят из 6, а нижнегубные — из 3 члеников (формула щупиков: 6,3). Усики самок и самцов 13-члениковые. Боковые доли клипеуса редуцированы, передний край наличника выступающий. Предположительно, как и другие виды своего рода паразитоиды личинок насекомых, в основном, почвенных жуков чернотелок Tenebrionidae.
Вид был впервые описан в 2011 году корейскими гименоптерологами Jongok Lim (Division of Forest Biodiversity, Korea National Arboretum, Пхочхон, Кёнгидо, Южная Корея) и Seunghwan Lee (Research Institute for Agriculture and Life Sciences, College of Agriculture and Life Sciences, Yeungnam University, Daehak, Gwanak, Сеул, Южная Корея).